# Авіапольова дивізія
Авіапольова́ диві́зія (нім. Luftwaffen-Feld-Divisionen або LwFD) — загальновійськове тактичне з'єднання повітряних сил Німеччини за часів Другої світової війни.

## Історія
12 жовтня 1942 за указом рейхсмаршала Герінга офіційно були створені авіапольові дивізії Люфтваффе. Однак реально ці військові з'єднання існували й діяли у складі сухопутних сил задовго до цього. Зокрема, у групі армій «Північ» у січні 1942 діяла «група Люфтваффе Майндль» (Luftwaffe-Gruppe Meindl), що складалася з підрозділів вермахту, Люфтваффе та СС. Група, названа на прізвище командира генерала О. Майндля, билася в районі Юхнова і брали участь поряд з іншими частинами в операціях з деблокування Дем'янського котла. У групі армій «Центр» діяв навчальний піхотний полк ВПС «Москва» (нім. Luftwaffe Lehr Infantrie Regiment «Moskau»), що підкорявся 6-ій пд.

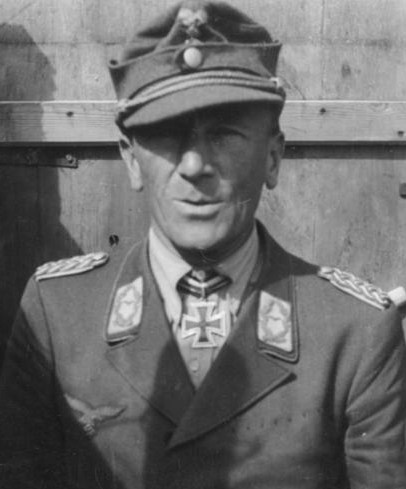
Генерал парашутних військ повітрянодесантних військ Третього Рейху кавалер Лицарського хреста з дубовим листям і мечами Ойген Майндль

Створення авіапольових дивізій безпосередньо пов'язане з поразкою німців у зимовій компанії 1941-42 року. Величезні втрати в особовому складі сухопутних військ Вермахту не могли покритися поточним поповненням та перекиданням військ із Заходу. Кожна більш-менш придатна частина кидалася у битву, намагаючись протистояти радянським військам, що наступали під Москвою. Тому постало питання про перерозподіл людських ресурсів з інших видів збройних сил, у тому числі і ВПС.
До цього часу через великі втрати в повітряних боях склалася певна диспропорція між чисельністю льотного та наземного персоналу ВПС. Тому в січні-лютому 1942 року були створені 7 польових полків ВПС (нім. Feldregimenten der Luftwaffe. №№1-5, 14 і 21). Кожен полк складався з 4 піхотних батальйонів, а кожен батальйон, у свою чергу, з однієї важкої і трьох легких рот. Останні мали на озброєнні 12 легких 20-мм гармат і 4 88-мм гармат подвійного призначення (зенітні і протитанкові).
4-й польовий полк ВПС навесні 1942 року діяв у складі 58-ї пд у районі Волхова. 21-й полк — у складі 5-ї єгерської, а потім 18-ї моторизованої дивізій в районі Дем'янська. Пізніше в район Дем'янська були стягнуті 3-й, 4-й і 5-й польові полки Люфтваффе. 20 лютого 1942 в район Старої Русси прибув 1-й полк військ Герінга.
12 жовтня 1942 року формуються нові польові частини Люфтваффе. Процесом створення 22-х дивізій Люфтваффе, що діяли, як звичайні піхотні частини, керував генерал Майндль.
Формування і навчання нових з'єднань проводилося в декількох навчально-тренувальних таборах (нім. Ubungschauplatz). У Гросс-Борні, де знаходився штаб генерала Майндля, створювалися 2-га, 3-тя, 4-та, 5-та і 6-та авіапольові дивізії; в Мілау — 7-ма, 8-ма, 9-та та 10-та, а 1-ша дивізія — в Старій Руссі.
Ці дивізії повинні об'єдналися в 4 авіапольові корпуси ВПС. 1-й корпус (генерал авіації Ерік Петерсен) підкорявся командувачу 4-го повітряного флоту і призначався для дій в смузі групи армій «A» на південній ділянці фронту; 2-й корпус (командир — генерал авіації Альфред Шлемм) підкорявся командуванню ВПС «Ост» і призначався для використання в смузі групи армій «Центр»; 3-й корпус (командир — генерал зенітних військ Іоб Одебрехт) підпорядковувався 1-му повітряному флоту і призначався для дій у складі групи армій «Північ»; 4-й корпус (командир — генерал зенітних військ Гергард Гоффманн) також підпорядковувався 4-му повітряному флоту і повинен був діяти в смузі відповідальності групи армій «B» на південній ділянці німецько-радянського фронту. Більшість дивізій діяли, проте, у складі сухопутних сил.
До 31 жовтня 1943 року усі дивізії підпорядковувалися ОКЛ, а після — ОКГ.
Кожна дивізія нараховувала 6 429 офіцерів, унтер-офіцерів і рядових. Виняток становила лише 1-ша дивізія (8 000 чоловік), оскільки до її складу були включені ще й армійські підрозділи, а також «східні добровольці».
Після завершення зимової кампанії 1942-43 року з'ясувалося, що наявні людські резерви німецьких Люфтваффе не в змозі забезпечити заповнення втрат існуючих дивізій. Тому командування ВПС звернулося з пропозицією розформувати 5 авіапольових дивізій, з тим, щоб за їхній рахунок довести чисельність інших до 12 тис. чоловік. Проте на той час керівництво Вермахту дійшло висновку про недоцільність збереження окремих авіапольових з'єднань. Директивою ОКВ від 20 вересня 1943-го ці дивізії остаточно передали до складу сухопутних військ, за винятком 6 тис. фахівців і 10 тис. солдатів, яких направили для формування парашутно-десантних частин. Також не підлягали передачі офіцери льотної та інженерно-авіаційної служби. Зенітно-артилерійські дивізіони залишилися в підпорядкуванні керівництва Люфтваффе. Авіапольові дивізії були перейменовані в польові дивізії Люфтваффе.
Командування сухопутних військ планувало підвищити боєздатність польових дивізій люфтваффе за рахунок направлення в них офіцерів, що мають бойовий досвід і достатню підготовку. Однак до того часу сухопутні війська внаслідок зазнаних втрат самі відчували брак офіцерських кадрів і мало чим могли допомогти. Крім того, передбачалося уніфікувати організацію польових дивізій зі звичайною (3-полковою) піхотною дивізією. Перейти на нові штати вдалося тільки чотирьом з'єднанням, оскільки взимку 1944 року Червона армія розгромила вісім інших польових дивізій люфтваффе (1-шу, 2-гу, 3-тю, 5-ту, 9-ту, 10-ту, 13-ту і 15-ту).
Поповнення особовим складом розбитих дивізій (4-та, 6-та, 12-та і частково 21-шу) з'єднання люфтваффе стали мати 3 єгерських і 1 артилерійський полк та інші частини, відповідні організації піхотної дивізії за штатом 1944 року.
Влітку 1944 року в Білорусі були знищені 4-та і 6-та, а в Прибалтиці розгромлена 12-та польова дивізія люфтваффе. 21-ша дивізія до 9 травня 1945 перебувала в Курляндському «котлі», де і капітулювала.
На думку західних військових істориків, досвід застосування авіапольових дивізій на радянсько-німецькому фронті показав хибність самої концепції створення таких з'єднань. Сформовані з погано навченого особового складу, вони, як правило, не витримували сильного удару радянських військ. Розгром у Невельській операції 2-ї авіапольової дивізії у жовтні 1943 року, після перебування на відносно спокійній ділянці фронту, — яскравий приклад боєздатності такого з'єднання.